# エントツガイ
エントツガイ (Kuphus polythalamius) はフナクイムシ科に属する二枚貝の一種である。

## 形態
石灰質の分泌物でできた棲管は全長100センチメートル (cm) に達し、先端を切り取った象の牙のような形状である。棲管は下方ほど太く、下端は丸みを帯びて塞がっている。上端は開いており、呼吸のための水管が突き出している。水管は棲管に引き込むことができ、入口は尾栓 (pallet) と呼ばれる板状構造で塞ぐことができる。他のフナクイムシと異なり木材を餌としないため、貝殻を開閉し木材を削るための後閉殻筋や、木材を消化するための内臓塊が縮小している。

### 大きさ
一般的に、最大の二枚貝はシャコガイと認識されている。シャコガイは重量200キログラムに達する最も重い二枚貝であることは確かだが、長さの観点で見るとエントツガイが上回る。米国の収集家が所有する標本には長さ150 cmに達するものがあり、これは最大のシャコガイの120 cmよりかなり長い。

## 分布
フィリピン、インドネシア、モザンビークを含む、インド太平洋の広範囲に分布している。西表島でも確認されており、ここが分布の北限となっている。マングローブ林など、海岸の有機物の多い黒っぽい堆積物中に生息する。

## 生態
他のフナクイムシは水中の木材を削って摂食し、鰓に共生した細菌が分泌するセルラーゼによって消化吸収する。しかし本種の細菌は硫化水素をエネルギー源とするもので、この細菌が行う炭酸固定によって有機物を得ている。この生態はチューブワームと類似している。
生活史についてはあまり知られていない。Teredo 属で見られるような体内受精は行わないと考えられる。また、幼生は他のフナクイムシと同じように木材上で変態して成長し、ある程度の大きさになってから底生生活に移行することが示唆されている。